# إيفان كروز
إيفان كروز (بالإنجليزية: Iván Cruz)‏ هو لاعب كرة قاعدة أمريكي، ولد في 3 مايو 1968 في Fajardo, Puerto Rico ‏ في الولايات المتحدة.

## وصلات خارجية
- إيفان كروز على موقع الدوري الياباني لكرة القاعدة (الإنجليزية)
- إيفان كروز على موقعبيزبول رفرنس.كوم (الدوري الرئيسي) (الإنجليزية)
- إيفان كروز على موقعبيزبول رفرنس.كوم (الدوري الثانوي) (الإنجليزية)
- إيفان كروز على موقع إي إس بي إن.كوم (أم.أل.بي) (الإنجليزية)
- إيفان كروز على موقع مشجعي الرسوم البيانية (الإنجليزية)